# Туризам на Гренланду
Туризам на Гренланду је релативно младо пословно подручје у земљи. Од оснивања националног туристичког савета 1992. године, локална влада активно ради на промоцији дестинације и помаже мањим туристичким пружаоцима услуга да успоставе своје услуге. Стране туристичке агенције све више нуде продају гренландских путовања и тура, а индустрија крстарења је имала релативно велики пораст рута до  Гренланда отприлике од почетка XXI века.
Земља има спектакуларни крајолик и неколико историјских места. Свакодневни живот и локална култура Гренландаца једно је од главних искустава авантуриста на Гренланду.
Главне туристичке актракције које се нуде су једрења међу леденим сантама, вожње санкама које вуку пси, посматрање дивљих животиња (укључујући посматрање китова), проматрање ледених брегова и планинарски излети до историјских рушевина.

## Посетите Гренланд
Посетите Гренланд (енгл. Visit Greenland) је гренландска самоуправна агенција одговорна за туризам на Гренланду. Седиште се налази у Нуку на Гренланду. Постоји подружница у Копенхагену у Данској.
Посетите Гренланд је основан 1992. године. Његов првобитни циљ био је развити одрживу туристичку индустрију и пласирати Гренланд као туристичку дестинацију. Улога је накнадно проширена тако да укључује развој индустрије и малих предузећа на Гренланду. Посетите Гренланду у Нуку фокусира се на услугу, а канцеларија у Копенхагену на маркетинг. Посетите Гренланд има сарадњу са данском туристичком агенцијом Greenland Travel, која је тренутно највећи туроператор и туристичка агенција специјализована за путовања на Гренланд.

## Туристичка места
Гренланд је 2002. године успоставио пет главних подручја за развој туристичке индустрије на Гренланду. „Одредиште Северни Гренланд“ усредсређено је на Залив Диско, „Одредиште Арктички круг“, на Кангерлусуак. „Одредиште Регија главног града“ усредсредио се на главни град Нук. „Одредиште Јужни Гренланд“ усредсредио се на Какорток и „Одредиште Источни Гренланд“ на Источни Гренланд са Тасиилаком као главним чвориштем.
Најпопуларније туристичко одредиште је Фјорд Илулисат, који је проглашен УНСЕСКОвом светском баштином.

## Статистика
Број туриста по националности који су посетили Гренланд 2016. године:
| Број | Држава               | Број   |
| ---- | -------------------- | ------ |
| 1    | Данска               | 19.275 |
| 2    | Сједињене Државе     | 2.767  |
| 3    | Њемачка              | 2.440  |
| 4    | Шведска              | 2.352  |
| 5    | Уједињено Краљевство | 1.595  |
| 6    | Исланд               | 1.166  |
| 7    | Норвешка             | 1.125  |
| 8    | Француска            | 748    |
| 9    | Канада               | 716    |
| 10   | Јапан                | 583    |

## Ефекти пандемије
Туризам се значајно повећао између 2010. и 2019. године, при чему се број посетилаца повећао са 460.000 годишње на 2 милиона. Један извор је проценио да је у 2019. приход од овог аспекта економије био око 450 милиона круна (67 милиона америчких долара). Као и многи аспекти економије, ово се драматично успорило 2020. и 2021. године, због ограничења која су потребна као резултат пандемије ковида 19. Један извор описује туризам као „највећу економску жртву коронавируса“ на Гренланду. Укупна економија није патила прејако од средине 2020. године захваљујући рибарству „и позамашним субвенцијама из Копенхагена“. Очекује се да ће се туризам опоравити 2021. године, а циљ Гренланда је да га развије „како треба“ и да „дугорочно изгради одрживији туризам“.

## Туристичке занимљивости

### Илулисат
- Фјорд Илулисат
- Глечер Јакобсхавн
- Инуитско насеље Семермуит
- Насеље Илиманак
- Насеље Окатсут
- Музеј Кнуд Расмусен у Илулисату.

### Нук
- Национални музеј Гренланда
- Некадашње насеље Кангек
- Музеј уметности у Нуку
- Катедрала Нук

### Јужни Гренланд
- Музеј у Насаруку - приказује Викинге, узгој оваца и америчко присуство на јужном Гренланду
- Музеј у Какортоку
- 5-6 сати пешачења од Нарсаруака које води до високе висоравни с језером